# Joan Baptista Lambert i Caminal

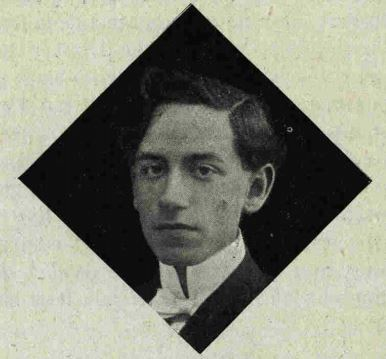
Joan Baptista Lambert i Caminal

Joan Baptista Lambert i Caminal (* 21. Juli 1884 in Barcelona; † 4. Mai 1945 ebenda) war ein katalanischer Musikpädagoge, Organist und Komponist des Noucentisme. Er wurde als Komponist von geistlicher Musik und als Sardana-Komponist bekannt.

## Leben und Werk
Erste musikalische Unterweisungen erhielt Lambert an der Kathedrale von Barcelona. Mit 12 Jahren begann er Komposition, Orgel und Klavier zu studieren. Später besuchte er das Conservatori Municipal de Barcelona, wo er Schüler von Felip Pedrell und Enric Morera wurde.
Er wirkte zunächst als musikalischer Leiter verschiedener Orchester in Barcelona wie desjenigen der Mossos d’Esquadra (1928–1931) und des Teatre Líric Català am Teatre Tívoli, wo er die Oper zu dem Bandenführer Joan de Serrallonga uraufführte. Ab 1929 wirkte er als Organist des Palau Nacional de Barcelona. In den 1930er Jahren gab er zahlreiche Orgelkonzerte, in denen er sich als großer Improvisator zeigte.
Als Musikpädagoge leitete er die Städtische Musikschule von Granollers und das oben genannte Städtische Konservatorium von Barcelona (1940–1945). Innerhalb seiner pädagogischen Tätigkeit muss die Mitarbeit bei der Abfassung der Método graduado de solfeo (Solfège Methode) genannt werden, die nach ihren drei Verfassern J. Lambert, F. Alfonso und J. Zamacois auch als „LAZ“ bekannt ist. Darüber hinaus ist er Autor des Werkes Teoria de la música (1919–1922).
Er schrieb Zarzuelas wie Por una mujer (1922). Sein Hauptinteresse im Bereich der Komposition galt jedoch der geistlichen Musik. Er schrieb zahlreiche Werke wie Messen, Motetten und Orgelstücke in diesem Genre, in dem er der cäcilianischen Bewegung zuzuordnen ist. Er ist auch der Komponist von 19 Sardanas.